# John Leonard Riddell
Pour les articles homonymes, voir Riddell.
John Leonard Riddell est un médecin et un botaniste américain, né le 20 février 1807 à Leyden (Massachusetts) et mort le 7 octobre 1867 à La Nouvelle-Orléans.
Il fait ses études à New York. Il enseigne la botanique et la chimie à l’école de médecine de Cincinnati en 1835. De 1836 à 1865, il occupe la chaire de chimie du département de l’université de Louisiane. Le genre Riddellia lui a été dédié par Thomas Nuttall.

## Source
- (en) Site The Famous Americans